# Ennasnés

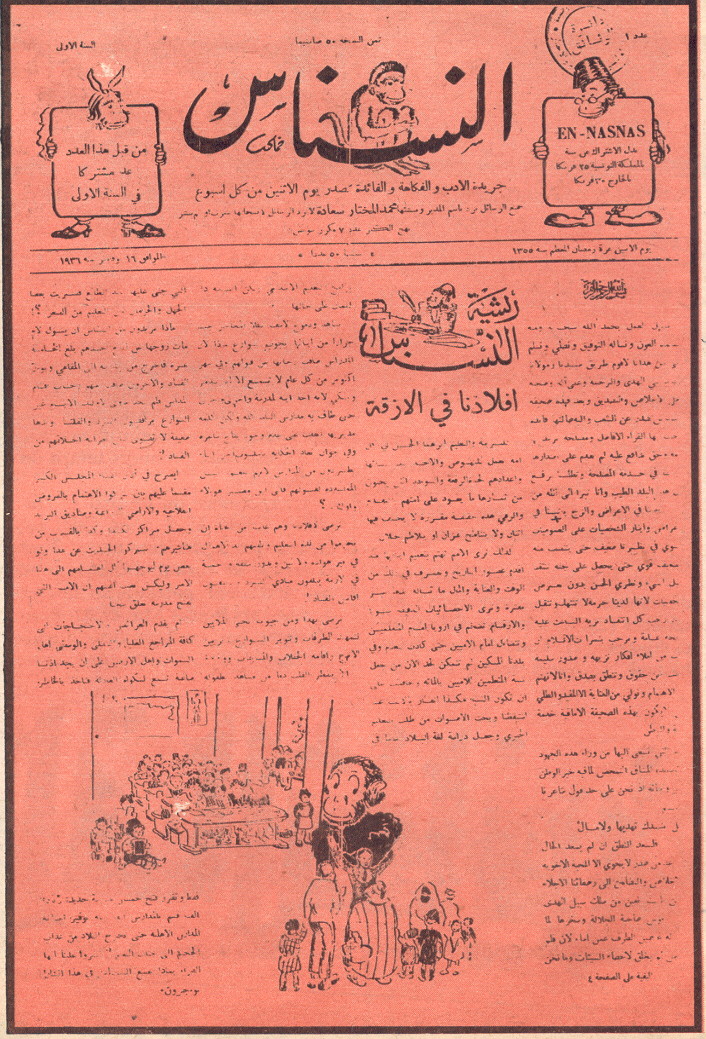
Première page du premier numéro du journal Ennasnés paru le lundi 16 novembre 1936.

Ennasnés ou Al-Nisnas (arabe : النسناس, soit Le Curieux en français) est un hebdomadaire satirique tunisien en langue arabe qui paraît à Tunis durant les années 1930,.
Il est fondé par Mohamed Mokhtar Saâda et son premier numéro paraît le 16 novembre 1936,.